# Нада Блам
Надежда Блам (Београд, 20. април 1951) српска је глумица. Првакиња је Драме Народног позоришта у Београду и редовни професор на одсеку глуме Академије лепих уметности. Позната је по синхронизацијама које је радила за Телевизију Београд.

## Биографија
Рођена је у старој дорћолској јеврејској породици од оца Рафаела, музичара и професора на Музичкој академији и мајке Живане-Жане, рођ. Главонић, глумице. Њен брат је познати композитор и џез музичар Миша Блам. Похађала је основне школе „Жарко Зрењанин“ и „Ђуро Ђаковић“, II и III београдску гимназију, нижу и средњу музичку школу „Војислав Вучковић“, одсјек соло пјевање. У тринаестој години наступила је у Народном позоришту у представи Без кривице криви Островског. Као гимназијалка играла је и пјевала у представи Коса. Вратила се овој представи као студент III године. Студирала је глуму на Академији за позориште, филм, радио и телевизију у Београду, у класи Миње Дедића. Дипломирала је 1976. са представом Лизистрата, тумачећи истоимену главну улогу. Постала је члан Драме Народног позоришта у Београду (1976), што је остала до данас.
Током досадашње каријере наступила је у више од стотину улога у позоришту. Као гост наступала је у "Душку Радовићу", Звездара театру, Атељеу 212, Београдском драмском позоришту. Гостовала је на сценама широм Србије. Умјетнички директор кабареа "Роуз" била је 1991/1992, а члан председништва СДУС од 2002. до 2004. Током 2008. била је уметнички директор позоришта "Зоран Радмиловић" из Зајечара. Од 2009. је редовни професор глуме на Академији лепих уметности.
Била је члан жирија за доделу награда: Добричин прстен (2003, 2006), Зоран Радмиловић (2006), Милош Жутић (2008), Миливоје Живановић (2009). Током досадашње каријере добила је бројне награде и признања: на фестивалу МЕСС у Сарајеву добила је награду као најбољи дебитант, Републичку награду за најбоље глумачко остварење (1979), Годишњу награду Народног позоришта (1979), Стеријину награду за најбољу епизодну улогу (1980), Похвалу Народног позоришта (1993), Награду Народног позоришта за посебна достигнућа (1997).
Члан Већа Јеврејске општине Београд била је у два мандата (1992-1998, 2000-2003).
Живи и ради у Београду.

## Филмографија
| Год.       | Назив                                  | Улога                                      |
| ---------- | -------------------------------------- | ------------------------------------------ |
| 1970-е     |                                        |                                            |
| 1973.      | Позориште у кући                       | кућна помоћница                            |
| 1974.      | Слободан превод Мизантропа             |                                            |
| 1974.      | Ујеж                                   | Паулина Јанковић                           |
| 1975.      | Ђавоље мердевине                       | Милка                                      |
| 1976.      | Невидљиви човек                        | секретарица                                |
| 1978.      | Трен                                   | Ружа                                       |
| 1980-е     |                                        |                                            |
| 1980.      | Трен (ТВ серија)                       | Ружа                                       |
| 1980.      | Било, па прошло                        |                                            |
| 1980.      | Врућ ветар                             | Шурдина девојка                            |
| 1982.      | Приче преко пуне линије                |                                            |
| 1984.      | Формула 1 (серија)                     |                                            |
| 1985.      | Неуспела мућка                         | Дара вештица                               |
| 1985.      | Ћао, инспекторе                        |                                            |
| 1986.      | Ловац против топа                      | Удбашица с лажним именом Елизабет Хартфилд |
| 1989.      | Чкаља, снага кладе ваља                |                                            |
| 1989.      | Вампири су међу нама                   | Нада                                       |
| 1989.      | Другарица министарка                   | Азра                                       |
| 1989.      | Балкан експрес 2                       | Рускиња                                    |
| 1990-е     |                                        |                                            |
| 1990.      | Неуништиви (ТВ серија)                 |                                            |
| 1991.      | Секула се опет жени                    | дактилографкиња                            |
| 1991.      | Смрт госпође министарке                | глумица                                    |
| 1991.      | Свемирци су криви за све               | Нада                                       |
| 1991.      | Гњурац                                 | кума Душица                                |
| 1992.      | Дама која убија                        |                                            |
| 1992.      | Секула невино оптужен                  |                                            |
| 1993.      | Мрав пешадинац                         |                                            |
| 1995.      | Убиство с предумишљајем                |                                            |
| 1996.      | То се само свици играју (мини-серија)  | Буржујка са црвеном косом                  |
| 1997.      | Чкаља Но. 1                            |                                            |
| 2000-е     |                                        |                                            |
| 2001.      | Буди фин                               |                                            |
| 2007.      | Јавља ми се из дубине душе (ТВ серија) | пророчица Ружа                             |
| 2007.      | Христос воскресе                       | Дада                                       |
| 2008.      | Село гори... и тако                    | Смиљана                                    |
| 2010. е    |                                        |                                            |
| 2007—2016. | Село гори, а баба се чешља (ТВ серија) | Смиљана                                    |
| 2011.      | Нова Година у Петловцу                 | Смиљана                                    |
| 2014.      | Ургентни центар                        |                                            |
| 2014.      | Опроштај анђела                        |                                            |
| 2016.      | Браћа по бабине линије                 | Смиљана                                    |
| 2016—2022. | Убице мог оца                          | Комшиница Мица                             |
| 2016.      | Књижевно блокче                        | Бака                                       |
| 2017.      | Истине и лажи                          | Професорка Марта Кандић                    |
| 2020-е     |                                        |                                            |
| 2020.      | Тате                                   | Ковиљка Довијанић                          |
| 2022.      | Вучје бобице                           | баба Радојка                               |

## Синхронизација
Позната је по синхронизовању цртаних филмова који су се емитовали на Телевизији Београд током 1980-их и 1990-их. Данас се ретко бави синхронизацијом.
| Година     | Наслов                                   | Улога                                                                        |
| ---------- | ---------------------------------------- | ---------------------------------------------------------------------------- |
| 1984.      | Микијева радионица                       | Мини Маус                                                                    |
| 1986.      | Том и Џери (РТБ)                         | разни ликови                                                                 |
| 1986.      | Лале Гатор                               | разни ликови                                                                 |
| 1987.      | Морнар Попај (РТБ)                       | Олива                                                                        |
| 1988.      | Шашава дружина (РТБ)                     | Брзи Гонзалес                                                                |
| 1988.      | Тарзан - господар џунгле                 |                                                                              |
| 1989.      | Открића без граница                      | Џини итд.                                                                    |
| 1989.      | Мачак Феликс у другој димензији          | Принцеза Ориана, Перл                                                        |
| 1989.      | Бомбончићи                               | Слађана, Дворска дама итд.                                                   |
| 1990.      | Снупи (РТБ)                              | Луција                                                                       |
| 1990.      | Шифра: Роботек                           | Лиза Хејс итд.                                                               |
| 1991-1992. | Млади мутанти нинџа корњаче (1987) (РТБ) | Ејприл О’Нил, Ирма, Кала, Црвена, Тифани, Лотусов Цвет, Усаги Јоџимбо, Агата |
| 1991.      | Трансформерси (1984—1987) (РТБ)          | Речет, Скајворп, Спајк, Рамбл, Сајдсвајп                                     |
| 1992.      | Меде Медењаци филм                       | једини женски глас                                                           |
| 1993.      | Доживљаји шашаве дружине                 | Барбара Дугоушко                                                             |
| 2010.      | Прича о играчкама 2                      | Госпођа Кромпироглава                                                        |
| 2010.      | Прича о играчкама 3                      | Госпођа Кромпироглава                                                        |
| 2017.      | Аутомобили 3                             | Лепа Брзић                                                                   |
| 2019.      | Јети - снежни човек                      | Наи Наи                                                                      |
| 2019.      | Прича о играчкама 4                      | Госпођа Кромпироглава                                                        |
| 2023.      | Руби тинејџерка: Морско чудовиште        | Бака                                                                         |